# Hideo Tsumura
Tsumura Hideo (津村 秀夫`) (né le 15 mai 1907, mort le 12 août 1985) est un critique cinématographique japonais. Son frère est le poète Tsumura Nobuo (1909-1944) et son fils, Tsumura Takashi (1943-), est comédien.
Originaire de Kōbe dans la préfecture de Hyōgo, Hideo Tsumura est diplômé de l'Université de Tokyo. Il travaille comme critique de cinéma auprès du quotidien Asahi Shimbun dans les pages duquel il tient une rubrique sous le pseudonyme « Q ».

## Écrits
- 1939-40 Eiga to hihyō (映画と批評)
- 1943 Eiga seisaku-ron (映画政策論)
- 1941-43 Eiga to kanshō (映画と鑑賞)
- 1944 Eigasen (映画戦)
- 1946 Seishun no kaisō (青春の回想)
- 1949-51 Atarashii eigabi (新しい映画美)
- 1950 Konnichi no eiga (今日の映画)
- 1951 Eigabi no ajiwaikata (映画美の味はひ方)
- 1953 Eiga to jinsei (映画と人生)
- 1954 Watashi no eiga henreki (私の映画遍歴)
- 1955 Eiga to ningenzō (映画と人間像)
- 1958 Kenji Mizoguchi to iu onoko (溝口健二というおのこ)
- 1966 Eigabi o motomete (映画美を求めて)
- 1969-74 Sekai eiga no sakka to sakufū (世界映画の作家と作風)  1－2
- 1977 Fumetsu no eigabi o kyō ni saguru (不滅の映画美を今日にさぐる)
- 1984 Tōku no shima kara kita tegami (遠くの島から来た手紙)